# Umgi
umgi es una empresa de capital privado con una valoración de mercado de activos de 500 millones de USD que se fundó en 2006 por System Capital Management (SCM), una empresa internacional de inversión. A diciembre de 2024, su cartera comprende ocho activos en siete países, con un enfoque estratégico en economía verde, minería, fabricación de bienes industriales y servicios industriales.
umgi tiene oficinas en Kyiv, Varsovia, Chipre y España. La empresa explora de forma activa nuevas oportunidades de negocio en Ucrania, la Unión Europea, Turquía e India, centrando su atención en sectores como gestión de residuos, minerales industriales, fabricación B2B,  sanidad, transición energética y hardware habilitado para IA. umgi invierte en las medianas empresas con el objetivo de impulsar su crecimiento y aumentar su valor empresarial.

## Historia
En 2006, el grupo ucraniano diversificado  System Capital Management fundó el holding industrial de inversión United Minerals Group (UMG) para gestionar las empresas de extracción de arcilla de SCM.
En 2012, UMG incorporó las empresas de fundentes y dolomita PJSC “Planta Fundente y Dolomita” de Dokuchaievsk (en ucraniano: ПрАТ «Докучаєвський флюсо-доломітний комбінат») y PJSC “Novotroitskoye Minería de Minerales” (en ucraniano: ПрАТ «Новотроїцьке рудоуправління»). Ese mismo año, UMG lanzó una nueva línea de negocio para la comercialización de los subproductos de la combustión del carbón (cenizas y escorias) procedentes de las centrales térmicas ucranianas e  invirtió en un proyecto greenfield para establecer una instalación de enriquecimiento de microesferas.
En 2013, UMG lanzó nuevas líneas en fertilizantes minerales y logística industrial, fundando INTECH.
En 2015, UMG amplió sus operaciones con dos nuevas líneas de negocio: comercio mayorista y exportación de productos agrícolas, procesamiento y comercialización de gases raros y técnicos. Al año siguiente, en 2016, la empresa creó RTG, que ahora opera bajo el nombre de ARNOX.
En 2016, UMG se transformó en una empresa de capital privado bajo el nombre UMG Investments. con un portafolio de seis activos en Ucrania, valorado en 400 millones de USD.
En 2017, la empresa invirtió en un proyecto greenfield para construir una planta de fertilizantes minerales (Ukrainian Mineral Fertilizers (UMF); en ucraniano: Українські мінеральні добрива) y entró en el sector de procesamiento y comercialización de los subproductos metalúrgicos. Durante ese periodo, la empresa perdió su negocio de extracción de dolomita debido a la ocupación rusa de partes de las regiones de Donetsk y Lugansk.
En 2018, UMG Investments amplió su portafolio industrial con la adquisición de la empresa ucraniana especializada en servicios de voladura industrial PJSC “PVP Kryvbasvybukhprom” (en ucraniano: ПАТ «ПВП „Кривбасвибухпром“»). Ese año, UMG Investments consolidó sus operaciones en la energía térmica y el procesamiento de subproductos metalúrgicos mediante una nueva empresa de su portafolio, Recycling Solutions. También realizó una inversión estratégica en un proyecto conocido como REGEN, que es un proyecto greenfield de cogeneración que utiliza metano de mina.
En 2019, el valor de los activos gestionados por UMG Investments superó los 500 millones de USD.
En 2020, UMG Investments incorporó a su cartera el grupo logístico Portinvest, uno de los mayores operadores logísticos de Ucrania. También invirtió en un proyecto greenfield para crear Feednova, la mayor productora de aditivos para piensos en Ucrania. El mismo año, segregó el negocio de productos industriales metalúrgicos bajo la  nueva empresa del portafolio denominada INWIRE.
En 2021, UMG Investments adquirió una participación mayoritaria en JSC “Chasiv Yar Planta Refractoria” (en ucraniano: АТ «Часівоярський вогнетривкий комбінат»).
A principios de 2022, el valor de los activos bajo gestión alcanzó los 1.000 millones de USD con12 activos en Ucrania, España e Italia, aunque posteriormente la empresa perdió su negocio de extracción de caliza debido a la invasión rusa.
En 2023, UMG Investments adoptó el nombre umgi.

## Actividad en España
España constituye uno de los mercados clave de las operaciones europeas de umgi. Su portafolio de inversión incluye VESCO Clays Spain, empresa minera y productora integrada en el Grupo VESCO. Desde 2020, las empresas del portafolio de umgi han invertido más de 9 millones de euros en la economía española.
Los equipos locales de umgi en España proporcionan apoyo operativo a las empresas del portafolio, facilitando su crecimiento e integración en el mercado local. Estos equipos también contribuyen a las actividades de inversión más amplias de umgi en España, incluyendo proyectos en otros sectores e iniciativas de cooperación transfronteriza.
umgi es miembro de Spaincap (Asociación Española de Capital, Crecimiento e Inversión), lo que refleja su implicación en la comunidad española de capital privado.

## Actividades de inversión
umgi opera bajo un modelo de capital privado, invirtiendo en empresas consolidadas de tamaño medio para impulsar su desarrollo orgánico o la consolidación estratégica. La empresa mantiene la política flexible en su enfoque de inversión, adquiriendo participaciones mayoritarias o minoritarias. umgi no invierte en startups, sino que se centra en negocios que necesitan capital adicional y experiencia externa para crecer.
El equipo de inversión de umgi busca activamente nuevas oportunidades en Ucrania, la Unión Europea, Turquía e India en sectores clave como  la gestión de residuos, minerales industriales, fabricación B2B, sanidad, transición energética y el hardware habilitado para IA.
Además de la inversion directa, umgi actúa como asesor de fusiones y adquisiciones (M&A) y coinversor minoritario para los inversores extranjeros que entran en el mercado ucraniano. La empresa ofrece apoyo integral durante todo el proceso de inversión, incluyendo análisis del mercado, evaluación del panorama competitivo, negociaciones, due diligence, valoración de activos y ejecución de transacciones.
También asiste  a los inversores ucranianos en su expansión internacional, aprovechando su red de oficinas y asociaciones estratégicas. A través de equipos locales en Polonia, Rumanía, España, Italia, Turquía e India, umgi ayuda a las empresas de su portafolio a ampliar sus operaciones en estos mercados.

## Inversiones ESG
umgi promueve la  economía circular y verde en sus mercados e invierte en proyectos relacionados con ESG.
La empresa fundó Recycling Solutions, una de las mayores empresas de reciclaje de Ucrania, que gestiona los subproductos procedentes de la generación de energía térmica y los procesos metalúrgicos. Otra empresa clave del portafolio, REGEN, se especializa en la conversión de gases industriales en energía eléctrica y térmica.
umgi invirtió en el desarrollo de Feednova, una de las principales procesadoras y productoras de proteínas animales de Ucrania.
Arnox procesa y distribuye gases raros y técnicos, como argón, nitrógeno, oxígeno, xenón, criptón y neón.
Las empresas del portafolio de umgi aplican criterios ESG y realizan inversiones en  servicios públicos, desarrollo de infraestructuras sociales, sanidad, centros preescolares y educativos, e implementación de proyectos medioambientales y educativos.
umgi opera basándose en los mejores principios de gobierno corporativo y estrictas normas anticorrupción en todas las jurisdicciones en las que opera.

## Activos Clave

### Portafolio industrial

#### INTECH
INTECH: Grupo ucraniano especializado en la producción de bienes y servicios industriales. Sus principales áreas  incluyen logística ferroviaria, apoyo operativo en producción de componentes utilizados en la industria metalúrgica,  logística marítima, servicios de  voladura industrial y reciclaje de residuos y  subproductos industriales. La empresa opera desde 2013.

#### INWIRE
El Grupo INWIRE es uno de los mayores productores y proveedores de alambre con núcleo y briquetas para plantas metalúrgicas y de fundición de toda la región EMEA. La empresa exporta sus productos a diez países y cuenta con instalaciones de producción en Ucrania y Turquía.

#### PORTINVEST LOGISTIC
PORTINVEST LOGISTIC: Proveedor líder de servicios de transporte de mercancías y tramitación aduanera en Ucrania especializado en transporte marítimo, fluvial y ferroviario, así como en operaciones de agencia marítima. Desde 2010, PortInvest también ha llevado a cabo una serie de proyectos de inversión en logística marítima.

#### PJSC “PVP Kryvbasvybukhprom”
PJSC “PVP Kryvbasvybukhprom” es una de las empresas más destacadas de Ucrania que se especializa en operaciones de voladura y en producción de explosivos en emulsión para empresas mineras. En  2024, la empresa contaba con más de 300 empleados.

#### Recycling Solutions
Recycling Solutions es una empresa ucraniana dedicada a la gestión estratégica de residuos industriales y subproductos. Sus actividades principales incluyen el procesamiento y comercialización de cenizas y escorias, así como de escorias metalúrgicas, lo que la posiciona como un proveedor integrado de gestión de recursos secundarios.

#### ARNOX
ARNOX: Operador ucraniano de ciclo completo especializado en el procesamiento y comercialización de gases raros y técnicos. La empresa suministra tanto gases individuales como mezclas de gases, desarrolla e implementa proyectos de instalación de gases y ofrece soluciones integrales de suministro de gases a empresas industriales.

#### FEEDNOVA
FEEDNOVA: Productor ucraniano líder de aditivos para piensos altos en proteínas. Es la primera instalación en Ucrania que acepta y procesa materias primas de proveedores externos, incluidas empresas agrícolas. FEEDNOVA es un proyecto de inversión conjunta de Effective Investments Group en asociación con la empresa holandesa Mada Participations B.V. y  umgi.

### Portafolio Minero

#### VESCO
VESCO se especializa en la extracción y el suministro de materias primas cerámicas, y cuenta con instalaciones de producción en Ucrania, España, Rumanía, Italia, Polonia y Serbia. La empresa exporta sus productos a más de 10 países, prestando servicios a una diversa base de clientes internacionales en la industria cerámica.